# Екофашизм
Екофашизм — це теоретична політична модель, за якої авторитарний уряд вимагатиме від людей жертвувати власними інтересами «органічному цілому природи».
Деякі автори використовували це поняття, посилаючись на гіпотетичну небезпеку майбутніх антиутопічних урядів, які можуть вдаватися до фашистської політики для розв'язання екологічних проблем. Інші автори використовували його, посилаючись на сегменти історичного та сучасного фашистських рухів, які зосереджувались на екологічних проблемах.

## Визначення
Історик навколишнього середовища Майкл Е. Циммерман визначає «екофашизм» як «тоталітарний уряд, який вимагає від людей жертвувати своїми інтересами заради добробуту «землі», яка вважається чудовою павутиною життя та органічним цілим природи, включаючи народи та їхні держави».
Циммерман стверджує, що хоча дотепер не існувало жодного екофашистського уряду, але «важливі аспекти цієї ідеології можна знайти в німецькому націонал-соціалізмі, одним із центральних гасел якого було "Кров і ґрунт"».

## Ідеологічні джерела

### Нацизм
Автори Джанет Біль та Пітер Штаденмаєр припускають, що синтез фашизму та екологізму почався з нацизму. У своїй книзі «Екофашизм: уроки німецького досвіду» вони підкреслюють інтерес нацистської партії до екології та вважають, що він «був пов'язаний з традиційним аграрним романтизмом та ворожістю до міської цивілізації». Ріхард Вальтер Дарре, провідний нацистський ідеолог, який придумав термін «Кров і ґрунт», розробив концепцію нації, що має містичний зв'язок зі своєю батьківщиною, і така нація зобов'язана дбати про землю. Через це сучасні екофашисти називають нацистську партію джерелом екофашизму.

### Collegium Humanum
Collegium Humanum — це екофашистська організація, яка діяла в Німеччині з 1963 по 2008 рік. Вона була створена в спочатку як клуб та брала активну участь у німецькому природозахисному русі, потім з початку 1980-х стала ультраправою політичною організацією і була заборонена у 2008 році федеральним міністром внутрішніх справ Вольфгангом Шойблем через «заперечення Голокосту».

### Савітрі Деві

Варіант ідеології нацизму Савітрі Деві в поєднанні із захистом прав тварин та вегетаріанством стали ідеями, які цікавлять екофашистів

Савітрі Деві була видатною прихильницею езотеричного нацизму та глибинної екології. Була фанатичною прихильницеою Гітлера та нацистської партії з 1930-х років, також підтримувала активізм щодо захисту тварин. Деві була вегетаріанкою з юних років і висувала погляди еколога у своїх роботах. Вона написала «Імпічмент людини» в 1959 р. в Індії, де висловила свої погляди на права тварин і природу. За її словами, люди не вищі за тварин; але в її поглядах людина є скоріше частиною екосистеми й повинна поважати все живе, включаючи тварин і всю природу. Через подвійну відданість як нацизму, так і глибокій екології її вважають впливовою фігурою в екофашистських колах.

### Рух Нових Правих
Європейський рух Нових Правих, розроблений Аленом де Бенуа та іншими, які беруть участь у дослідницькому центрі GRECE, також поєднали зелену політику з правими ідеями, наприклад з європейським етнонаціоналізмом.

### Тед Качинський, Unabomber
Тед Качинський, більш відомий як «Unabomber», є діячем, який дуже вплинув на екофашистську думку. У період з 1978 по 1995 рік Качинський ініціював терористичну вибухову кампанію, спрямовану на розпалювання революції проти сучасного індустріального суспільства, в ім'я повернення людства до первісного стану, який дав би людству більше свободи, одночасно захищаючи навколишнє середовище. У 1995 р. Качинський запропонував закінчити свою кампанію, якщо The Washington Post або The New York Times опублікують його маніфест «Промислове суспільство та його майбутнє» на 35 000 слів. Сподіваючись врятувати життя, обидві газети погодились з цими умовами. Маніфест критикував не лише сучасне індустріальне суспільство, але й «лівих», яких Качинський визначив як «соціалістів, колективістів, «політично коректних» типів, феміністок, геїв та активістів за права інвалідів, борців за права тварин і тому подібних.
Через розум і здатність Качинського по-академічному писати, його маніфест був серйозно розглянутий після звільнення і став дуже впливовим, навіть серед тих, хто суворо не погоджувався використанням насильства Качинським. Його завзято радикальною, «зеленою» та антилівою роботою швидко зацікавилися екофашисти.
[джерело?]
Качинський також розкритикував правих за підтримку технологічного та економічного прогресу, одночасно страждаючи через занепад традицій, заявивши, що технологія руйнує традиційні соціальні звичаї, які консерватори та праві хочуть захистити, і назвав консерваторів «дурнями».
У 2017 році Netflix опублікував інсценування життя Качинського під назвою Manhunt: Unabomber. Серіал знову допоміг вкорінитися особі Качинського та його маніфесту у свідомості громадськості, внаслідок чого екофашизм став ще популярнішим.

### Гаррет Гардін, Пентті Лінкола та «Етика рятувальних шлюпок»

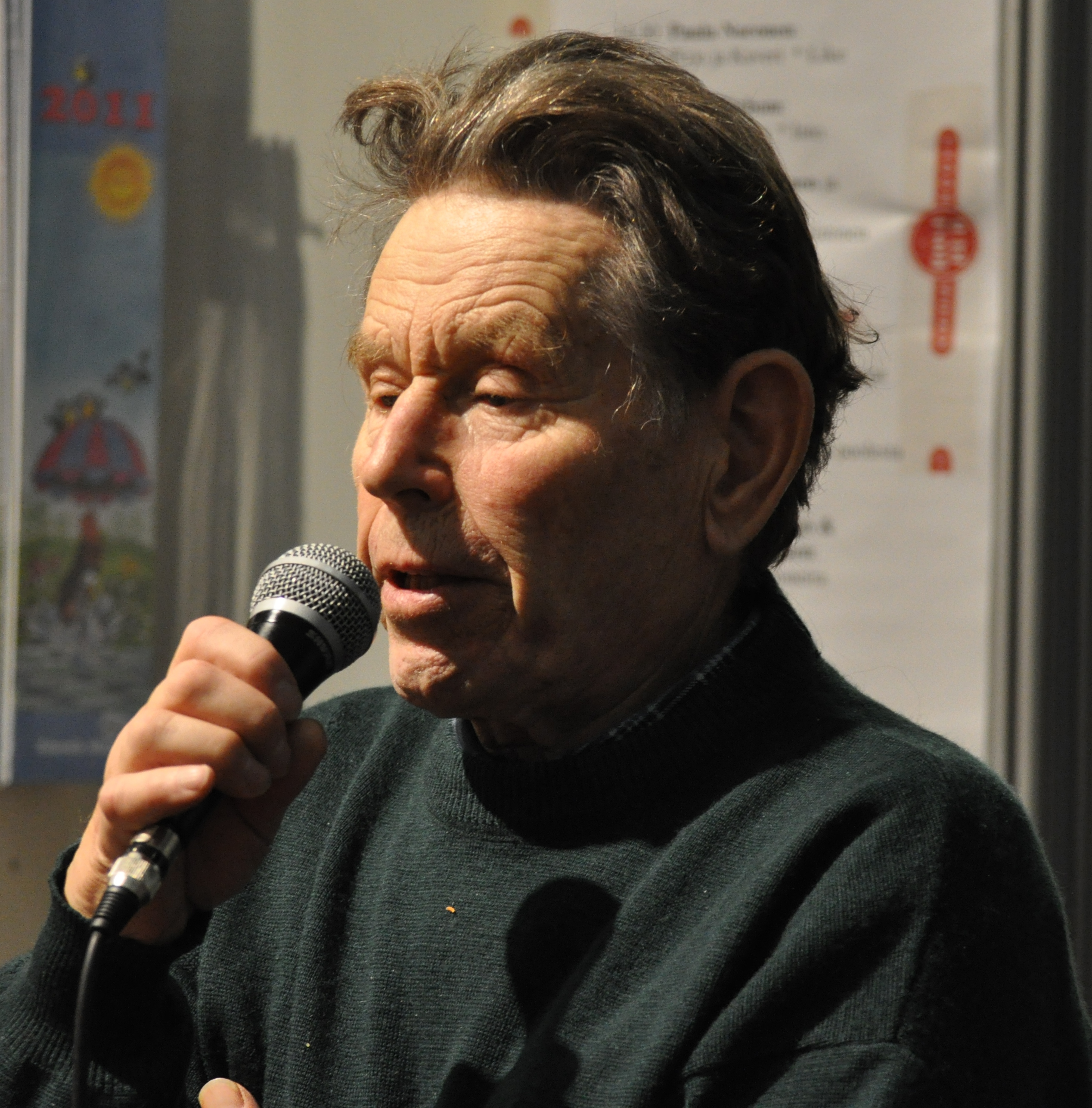
Захисник «Етики рятувальних шлюпок» Пентті Лінкола наводиться коментаторами як приклад екофашизму

Визначними особами, що сприяли створенню теоретичною основи екофашизму, були Гаррет Гардін та Пентті Лінкола, обидва з яких були прихильниками того, що вони називають «етикою рятувальних шлюпок». Гаррет Гардін був американським екологом, якого Південний центр боротьби з бідністю звинуватив у тому, що він білий націоналіст, а Пентті Лінкола, фінського еколога, звинуватили в тому, що він був активним екофашистом, який виступав за припинення демократії та заміну її диктатурами, які використовували б тоталітарні та навіть геноцидні тактики припинення кліматичних змін. Вони використовували версії, схожі до цієї, щоб показати свою точку зору:
|                  | Що робити, коли корабель, що перевозить сотню пасажирів, раптово перевертається, і є лише один рятувальний човен? Коли рятувальний човен заповниться, ті, хто ненавидять життя, намагатимуться завантажити його якомога більше і втонуть. Ті, хто любить і поважає життя, візьмуть корабельну сокиру і розірвуть зайві руки, що чіпляються за боки |
| — Пентті Лінкола | |

## Зв'язки з масовими розстрілами
Винуватець розстрілів мечеті в Крайстчерчі Брентон Таррант у своєму маніфесті «Велика заміна», названому на честь однойменної думки, назвав себе екофашистом, етнонаціоналістом і расистом з Франції. Джордан Вайсманн, пишучи для Slate, описує версію екофашизму злочинця як «усталену, хоча і дещо неясну марку неонацизму» і цитує заяву Сари Манавіс з New Statesman, «[Екофашисти] вважають, що живучи у власних регіонах раса має зароджуватися, а уникання мультикультуралізму — єдиний спосіб врятувати планету, якій вони надають пріоритет понад усе».  Подібним чином Люк Дарбі пояснює це так: «Екофашизм — це не крайній рух хіпі, який зазвичай асоціюється з екотероризмом. Це переконання, що єдиний спосіб боротися зі зміною клімату — це євгеніка та жорстоке придушення мігрантів».
Вважається, що підозрюваний у стрілянині в Ель-Пасо у 2019 році, Патрік Крузіус написав подібний маніфест, сповідуючи підтримку стрільця в Крайстчерчі. Він опублікував його на онлайновій дошці повідомлень 8chan, а також звинувачує імміграцію до США у руйнуванні навколишнього середовища, заявляючи, що стиль життя американців руйнує його і посилаючись на екологічний тягар, який залишиться майбутнім поколінням, та дійшовши висновку, що розв'язанням цієї проблеми було б «зменшення використання ресурсів людьми в Америці». 
Шведська самовизначена екофашистська зелена бригада — це екотерористична група, пов’язана з The Base, яка відповідає за численні змови з масовими вбивствами. Ця організація відповідає за підпали «мішеней», які вважаються ворогами природи, як-от атака на норкову ферму, яка спричинила багатомільйонні збитки. Два члени були заарештовані шведською поліцією, які нібито планували вбивства суддів. 
У грудні 2020 року Шведське агентство оборонних досліджень опублікувало звіт про екофашизм. Документ стверджував, що екофашизм тісно пов'язаний з ідеологією акселераціонізму. Крім того, ШАОБ стверджує, що не всі екофашистами були Пекка-Ерік Аувінен, який вбив вісім людей у Фінляндії перед тим, як скоїв самогубство; він дотримувався ідеології його праці «Маніфесту природного селектора». Він виступав за «тотальну війну проти людства» через загрозу, яку людство представляло для інших видів. Він писав, що смерть і вбивства не є трагедією, оскільки це постійно відбувається в природі між усіма видами. Овінен також писав, що сучасне суспільство перешкоджає «природній справедливості» і що всіх нижчих «недолюдей» слід вбивати й помилувати лише еліту людства. В одному зі своїх відео на YouTube Аувінен віддав шану видатному екофашисту Пентті Лінколі.
Вільям Г. Стотцер, член дивізії Atomwaffen, організації, відповідальної за щонайменше 8 вбивств, перебував у Фронті визволення Землі ще у 2008 році й приєднався до Atomwaffen у 2016 році. 

## Критика
За словами еколога Девіда Ортона, цей термін є принизливим за своєю суттю, і він має «коріння соціальної екології, проти глибокого екологічного руху та його прихильників, а загалом і екологічного руху. Отже, терміни «екофашист» та «екофашизм» використовуються не для просвітлення, а для гноблення». 
Часто висовують звинувачення в екофашизмі, але, як правило, їх наполегливо заперечують. Такі звинувачення надходять з обох сторін політичного спектра. Політичні ліві сприймають це як посягання на права людини, як у використанні цього терміну соціальним екологом Мюрреєм Букчиним.Раш Лімбо та інші консервативні та коментатори руху розумного використання належать до тих правих, яких звинувачують в екофашизмі. В останньому випадку вони є гіперболічним терміном для всіх екоактивістів, включаючи такі групи, як Грінпіс та Сьєрра-клуб.

### Критика Букчином глибокої екології
Мюррей Букчин критикує політичну позицію глибоких екологів, таких як Девід Форман:
|  | Є ледве замасковані расисти, як-от Даніель Бун[en] і відверті соціальні реакціонери, які використовують слово екологія, щоб висловити свої погляди, так само як є глибоко стурбовані натуралісти, комунітаристи, соціальні радикали та феміністки, які використовують слово екологія, щоб висловити свою думку... Саме з цього колишнього виду грубого еко-бруталізму Гітлер, в ім'я "контролю над населенням", з расовою орієнтацією, створив теорії крові та ґрунту... Той самий еко-бруталізм знову з’являється через півстоліття серед глибинних екологів, які вважають, що людям Третього світу слід дозволити померти з голоду, а відчайдушних індійських іммігрантів з Латинської Америки слід виключити прикордонними копами зі США щоб вони не обтяжували "наші" екологічні ресурси. |

### Сакай про «природну чистоту»
Такі спостереження серед лівих не є виключними для Букчина. У своєму огляді біографії Анни Бремвелл про Ріхарда Вальтера Дарре, політичний письменник Дж. Сакай та автор «Поселенців: Міфологія Білого пролетаріату» спостерігає фашистські ідеї природної чистоти. До російської революції царська інтелігенція була розділена, з одного боку, між ліберальними «утилітарними натуралістами», які «були віддані ідеї створення раю на землі шляхом наукового опанування природою» і російські зоологи-нігілісти, як-от Анатолій Петрович Богданов; та, з іншого боку, «культурно-естетичні» природоохоронці, такі як Іван Парфеневич Бородін, на яких, своєю чергою, вплинули німецькі романтичні та ідеалістичні концепції, такі як Landschaftspflege та Naturdenkmal.